# Grammodes dubitans
Grammodes dubitans är en fjärilsart som beskrevs av Walker 1858. Grammodes dubitans ingår i släktet Grammodes och familjen nattflyn. Inga underarter finns listade i Catalogue of Life.